# Ligne Soleure – Moutier
La ligne Soleure – Moutier, dite aussi ligne du Weissenstein est une des lignes ferroviaires appartenant au groupe BLS SA. Le trafic voyageurs est actuellement assuré par des rames Stadler GTW RABe 526 des Chemins de fer fédéraux suisses (CFF).

## Historique

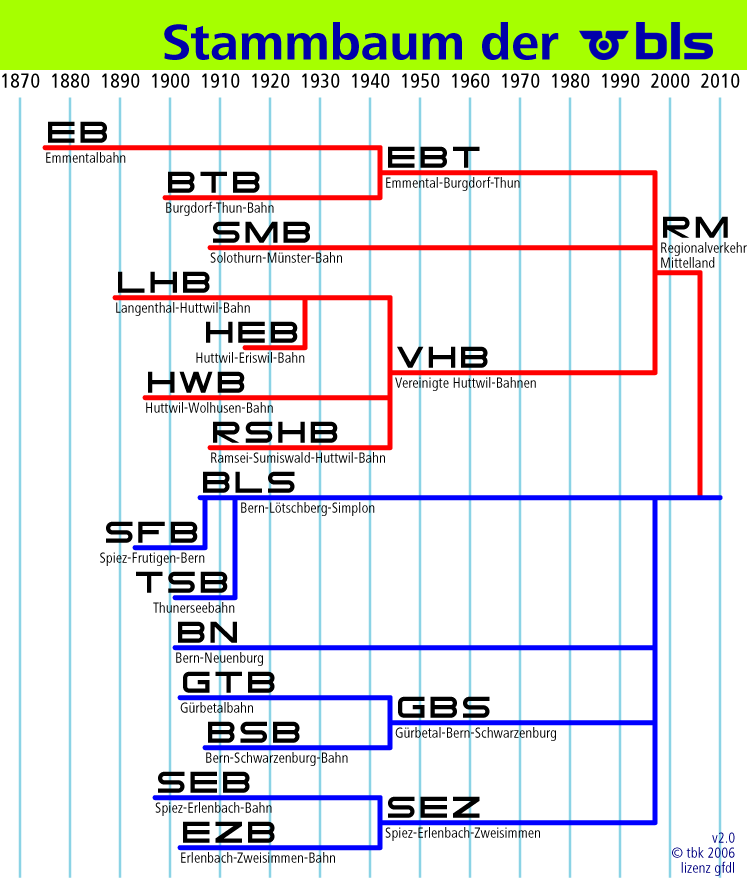
Arbre généalogique :
du SMB au BLS SA.

La ligne a été construite par la compagnie du chemin de fer de Soleure à Moutier ((de) Solothurn–Münster-Bahn, SMB) et mise en service le 1er août 1908. De par les fusions des entreprises suisses de chemins de fer, elle fait partie de nos jours du groupe BLS.
Dès l'origine, le recours à la traction électrique a été envisagé, et seules trois locomotives à vapeur ont été fabriquées pour la compagnie par SLM Winterthur. Celles-ci ont cédé la place aux locomotives électriques dès 1932, après moins d'un quart de siècle d'exploitation.

### Chronologie
- 1er juin 1857 : les premiers trains circulent entre Solothurn et Solothurn-West, dans le cadre de la mise en service de la ligne Bienne – Soleure – Herzogenbuchsee (en partie ligne du Pied-du-Jura) par le Schweizerische Centralbahn (SCB) ;
- 28 décembre 1903 : début des travaux du percement du tunnel du Weissenstein[2] ;
- 1er août 1908 : mise en service, avec 10 mois de retard en raison d’une infrastructure instable[3], de la ligne Solothurn-West – Moutier par le Solothurn–Münster-Bahn (SMB) ; l'exploitation est confiée à la compagnie du chemin de fer de l'Emmental (EB, Emmenthalbahn) en raison de la faible longueur de la ligne ;
- 3 août 1908 : cérémonie d'inauguration de la ligne ;
- 23 décembre 1927 : la ligne du Pied-du-Jura est électrifiée par les CFF ;
- 2 octobre 1932 : mise en service de l'électrification entre Solothurn-West et Moutier (15 kV - 16 ⅔ Hz) ;
- 29 décembre 1950 : mise en service par Von Roll du télésiège Oberdorf – Weissenstein[4] ;
- 1er janvier 1997 : fusion du SMB avec l'Emmental–Burgdorf–Thun-Bahn (EBT) et les Vereinigte Huttwil-Bahnen (Chemins de fer réunis d'Huttwil, VHB) : naissance des Regionalverkehr Mittelland (Transports régionaux du Mittelland, RM). Les trois compagnies partageaient leur matériel roulant depuis plusieurs années déjà ;
- 5 janvier 2004 : fondation de la société fille Crossrail AG qui reprend le trafic des marchandises ;
- 24 avril 2006 : fusion des RM avec le BLS Lötschbergbahn (Chemin de fer du Lötschberg, BLS), naissance du BLS AG.
- 1er novembre 2009 : fermeture du télésiège du Weissenstein ; le nouveau est actuellement en construction[5] ;
- 12 décembre 2010 : reprise du trafic voyageurs par les CFF, les RBDe 560 « Domino » remplacent les RABe 526 GTW du BLS qui desservaient la ligne, poussant jusqu'à Sonceboz-Sombeval ;
- 15 décembre 2013 : retour des RABe 526, rachetées au BLS pour assurer le trafic Soleure – Moutier – Sonceboz-Sombeval – Bienne et Bienne – La Chaux-de-Fonds.
- 20 février 2018 : L'Association du Tunnel du Weissenstein, en collaboration avec l'Office du tourisme de Soleure, ont choisi d'appeler le train reliant Moutier (BE) à Soleure "L'express du Weiss", ou "Weissenstein Express" en allemand[6].

Le tunnel de Weissenstein est rénové de 2024 à 2025. Ces travaux devaient comprendre également une modernisation de l'infrastructure sur l'ensemble du parcours, à savoir la transformation des gares pour les rendre accessibles aux infirmes moteur ainsi que le renouvellement de la voie et des caténaires. En raison d'un recours déposé au tribunal administratif fédéral pour attaquer l'attribution du contrat des travaux à l'entreprise Implenia Suisse SA, la date de début des travaux est repoussée sine die et ne devraient pas pouvoir démarrer avant 2023. Le tribunal a annulé le contrat pour Implenia Suisse SA et l'a remis au consortium EWT,.

## Ouvrages d'art

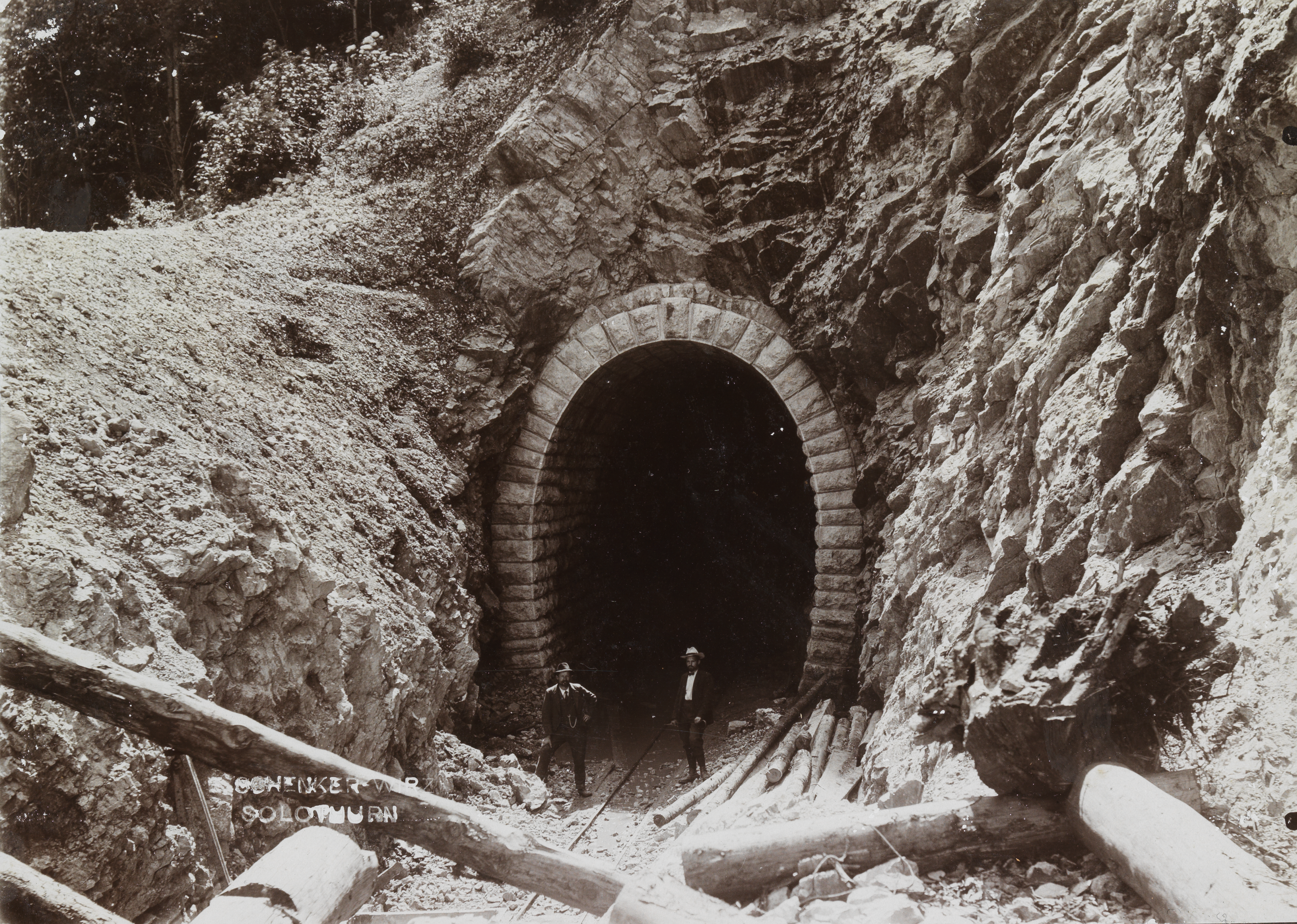
Le portail nord du tunnel du Weissenstein en 1906.

Le principal ouvrage d'art de la ligne est le tunnel du Weissenstein. D'une longueur de 3 700 mètres, il a été percé sous le Weissenstein et permet de relier la vallée de Moutier au plateau suisse. Deux viaducs ont été réalisés de part et d'autre de la montagne, l'un d'une longueur de 96 mètres en maçonnerie à Corcelles, l'autre en métal (186 mètres) sur le territoire de la commune de Bellach. Le dernier pont de la ligne, sur l'Aar à Soleure, a été bâti par les CFF.
Lors de la rénovation de la ligne, il est prévu une rénovation de la maçonnerie en pierre naturelle et nouveaux ponts en acier pour le Viaduc du Geissloch et une rénovation de la maçonnerie en pierre naturelle pour celui de Corcelles,.

### Tunnelkino
Dans les 3 700 mètres du tunnel du Weissenstein se trouve le « plus long cinéma du monde » : le Tunnelkino. L'ancienne automotrice ABe 4/4 11 du Südostbahn (aujourd'hui ABe 526 290-2) datant de 1940 a été rachetée et rénovée pour tracter le train cinéma, composé deux wagons ouverts protégés par un toit, convertis l'un en salle de cinéma avec écran et l'autre en tribune de 40 places. Le film se regarde alors que le train parcourt le tube à une vitesse de 21 à 29 km/h ; avec arrêt-apéro au milieu du tunnel. La première a eu lieu le 8 août 2001.

## Galerie d'images

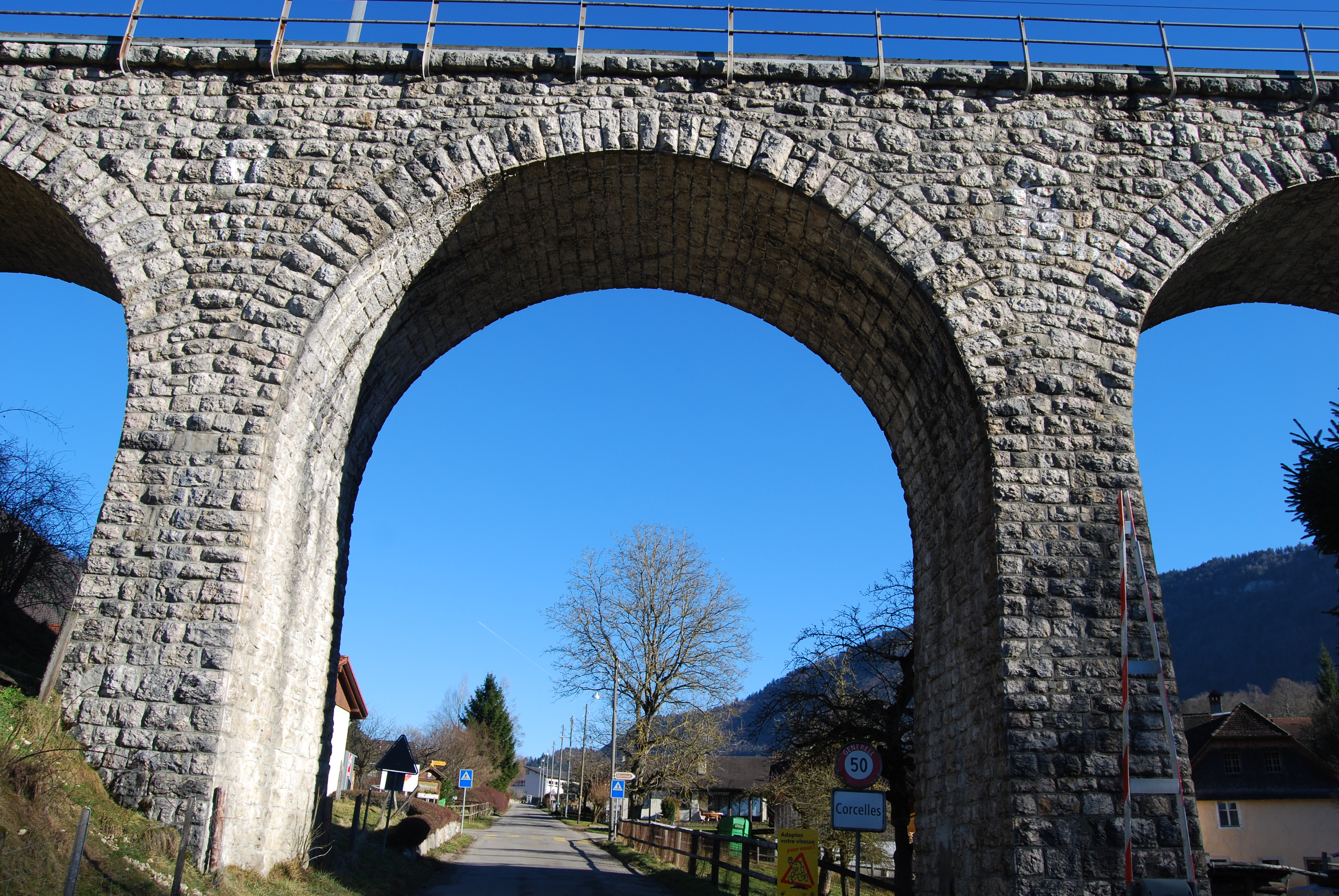
Le viaduc de Corcelles (96 m).
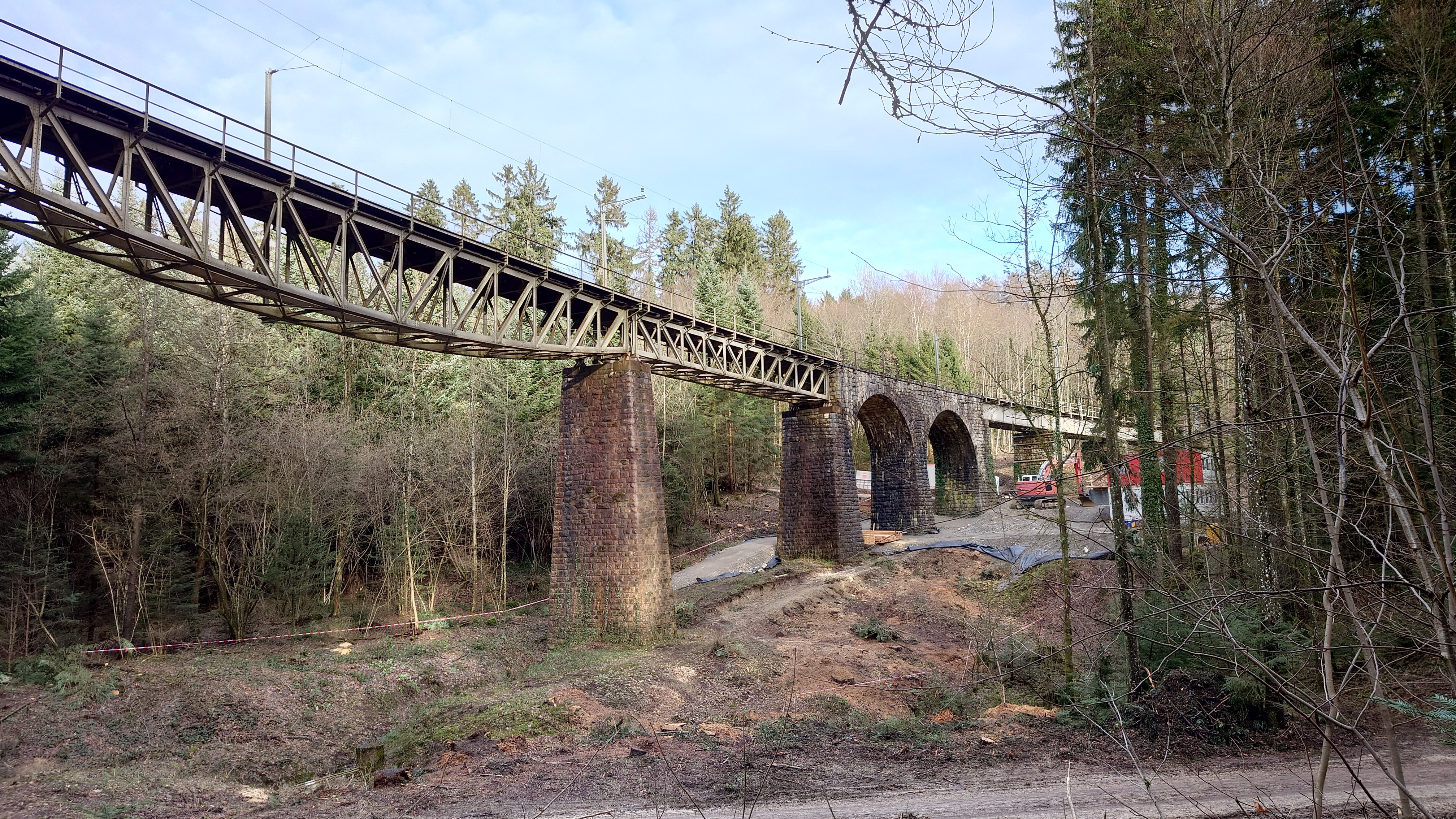
Le viaduc du Geissloch (186 m), prise en décembre 2023, avant la rénovation à venir.
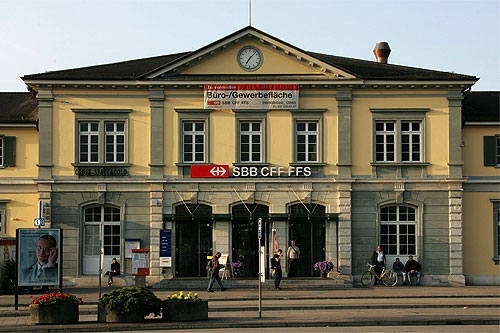
La gare CFF de Soleure.
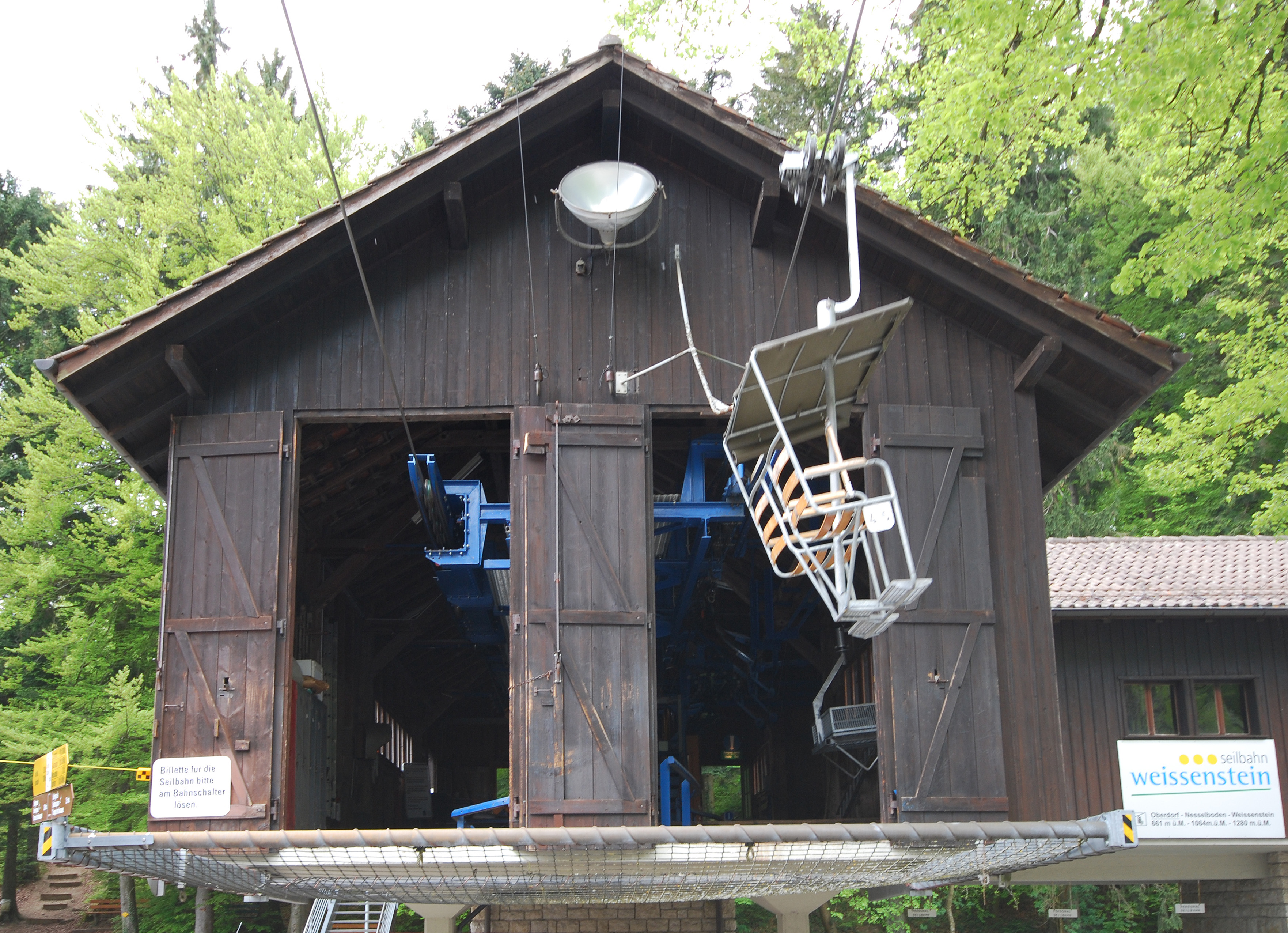
L'ancien télésiège du Weissenstein, station aval à Oberdorf SO.
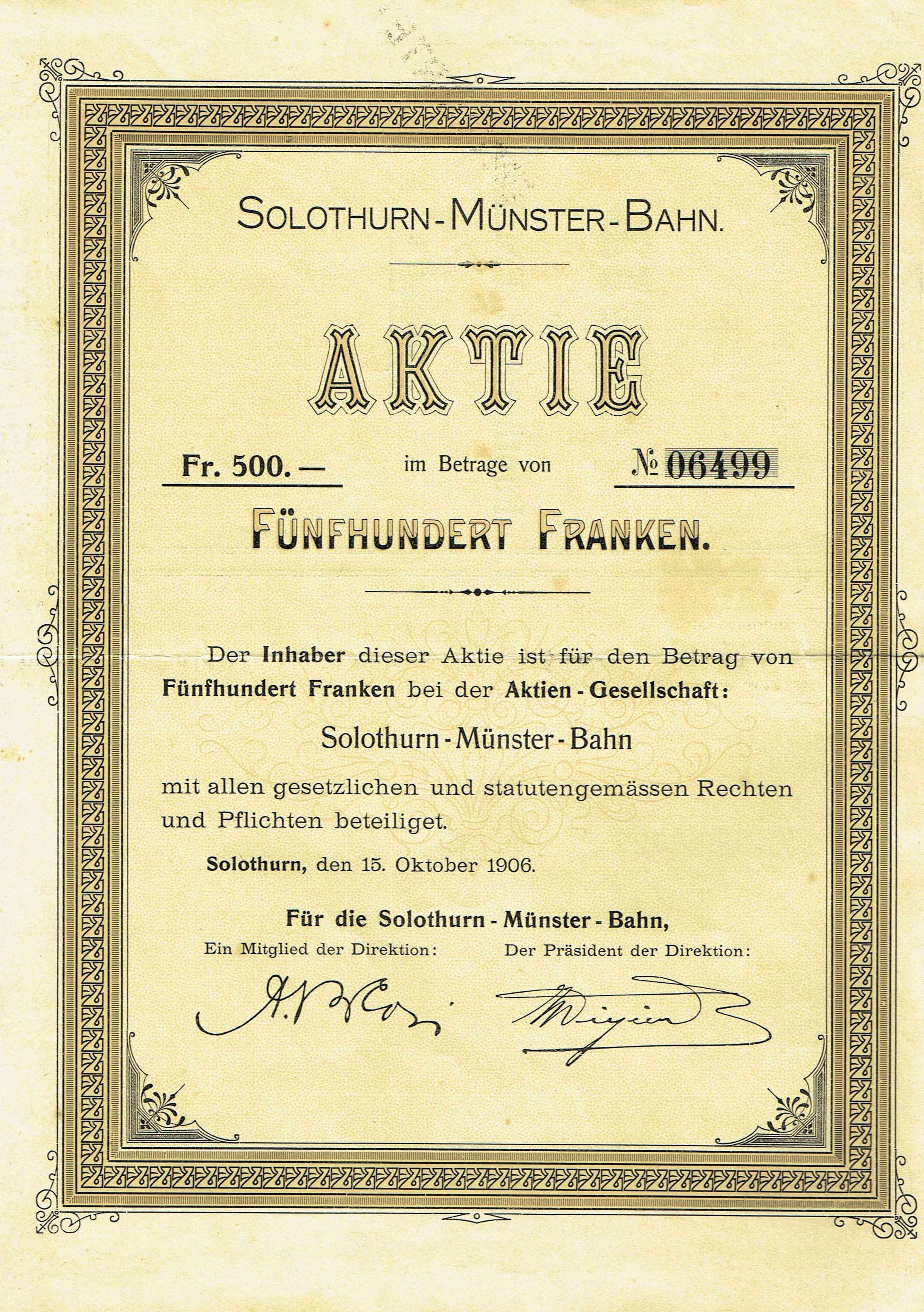
Action de la ligne Soleure-Moutier en date du 15 octobre 1906.